# José David Calderón
José David Calderón (San Salvador, 1 de noviembre de 1928 - ibíd., 27 de septiembre de 2016) fue un cineasta salvadoreño. Se considera un pionero de la cinematografía en su país, y entre sus creaciones más destacadas se encuentran el documental Pasaporte al mundial y especialmente la película Los peces fuera del agua. El año 2015 recibió el Premio Nacional de Cultura otorgado por el Estado de El Salvador.

## Biografía
Sus primeras experiencias laborales fueron como aprendiz en tipografía y operario en litografía de la Escuela de Artes Gráficas de la ciudad de San Salvador, para posteriormente incursionar en el mundo de los medios de comunicación. Primero lo hizo en la radio en el año 1945, en la que se desempeñó como guionista de radioteatros, siendo su primera obra El secreto del Partideño en 1950.
Ese mismo año recibió una beca para estudiar en México y Cuba, y de regreso a El Salvador volvió a la radio donde trabajó como director artístico y de programación en varias emisoras, entre ellas YSU Radio Cadena; además hizo publicidad hasta probar suerte en la creación audiovisual. Fue en 1953 cuando filmó el cortometraje Nuestra tierra y en 1959 dirigió y produjo la telenovela Más allá de la angustia, que se considera la primera telenovela transmitida en vivo en El Salvador.
Tras la fundación de su propia compañía productora de nombre Cine Spot S.A., en conjunto con su esposa y otros empresarios de las comunicaciones, en 1967 filmó el cortometraje El río de oro, y en 1969 el documental Pasaporte al mundial que trata sobre la clasificación de la selección nacional de fútbol a la Copa Mundial de México 1970, el cual fue el primer largometraje producido en el país, y el de más éxito comercial en su carrera. Posteriormente, el 24 de diciembre de 1971 presentó en el cine Fausto de San Salvador la película Los peces fuera del agua, el primer largometraje de ficción producido en El Salvador y que también alcanzó a exhibirse en la ciudad de San Francisco (California). En el transcurso de la década también produjo el noticiero de televisión El suceso en la pantalla y otro trabajo de aquellos años fue el documental Izalco una raza que se extingue.
Calderón también escribió obras de teatro, entre ellas Oropel, Los extraviados, El sol se puso a las dos y Quien juzgará a los jueces; así como el libro De vistas y oídas. Radio, Televisión y Cine de El Salvador en un testimonio personal, en 1998.  El año 1999 fundó la asociación Fundacine para promover el cine cultural en su país, y con la que realizó su último trabajo como director en el 2001: el cortometraje El hombre de una sola mujer en coproducción con la Cinemateca de la Universidad de El Salvador.
En 1991 recibió la Orden de las Artes y las Letras del Ministerio de Cultura de Francia, y el 2015 se hizo acreedor al Premio Nacional de Cultura. De acuerdo al jurado que lo eligió, Calderón fue «un pionero de la cinematografía en El Salvador» por «la visión, osadía e innovación con que desafió los obstáculos de la época y que persisten en la actualidad; el haber estimulado el tejido de la industria audiovisual en el país; así como sus logros relevantes, que han inspirado a generaciones que lo han imitado en el desarrollo de la industria audiovisual».
Falleció el 27 de septiembre de 2016, a la edad de 87 años.